# Ed Emshwiller
Edmund Alexander Emshwiller, né le 16 février 1925 et mort le 27 juillet 1990 , est un artiste américain connu pour ses nombreuses couvertures de magazines de science-fiction et son travail de pionnier dans les films en images de synthèse.

## Vie et œuvre
Né à Lansing dans le Michigan, il sort diplômé de l'université de Michigan en 1947, puis étudie à l'école des beaux-arts (1949-1950) de Paris avec l'écrivain Carol Emshwiller, avec laquelle il se marie le 30 août 1949. Il finira à l'Art Student's League de New York (1950-1951). 
Entre 1951 et 1979, sous la signature de Emsh, Ed Emsh ou Emsler, Emshwiller crée couvertures et illustrations pour de nombreuses revues de science-fiction, notamment pour Galaxy Science Fiction et The Magazine of Fantasy & Science Fiction. Durant cette période il gagne cinq fois le prix Hugo du meilleur artiste : 1953 (ex aqueo avec Hannes Bok), 1960, 1961, 1962 et 1964. 
En 1964 la Fondation Ford propose à Emshwiller de travailler sur des films. Il participe alors au mouvement du nouveau cinéma américain notamment avec des films expérimentaux, ou en filmant des projets à petit budget et des documentaires : Thanatopsis (1962), le court-métrage Relativity (1966) et Image, Flesh and Voice (1969).
En 1979, il produit Sunstone un film de 3 minutes en images de synthèse fait par l'Institut de technologie de New York avec Alvy Ray Smith.
Il part en Californie en 1984 travailler à la School of Film/Video de l'Institut des arts de Californie. En 1987 Il crée Hungers pour le Los Angeles Arts Festival de 1987 avec comme partenaire Morton Subotnick.
Emshwiller meurt d'un cancer le 27 juillet 1990 à Valencia en Californie, où il est incinéré. Ses travaux sont archivés à l'Institut des arts de Californie.